# Bernardo Carvalho
Bernardo Teixeira de Carvalho, plus connu sous le nom de Bernardo Carvalho (Rio de Janeiro, 1960), est un écrivain et journaliste brésilien.
Il a été l'éditeur du supplément culturel Folhetim, et correspondant de la Folha de S.Paulo à Paris et New York.

## Œuvres
- 1993 Aberração (recueil de nouvelles) 
 - Aberration; trad. par Maryvonne Lapouge-Pettorelli. - Paris : Rivages, 1997, 196 p.
- 1995 Onze (roman)
- 1996 Os Bêbados e os Sonâmbulos (roman) 
 - Les ivrognes et les somnambules roman; trad. par Maryvonne Lapouge-Pettorelli. - Paris : Payot & Rivages, 1998, 163 p.
- 1998 Teatro (roman)
- 1999 As Iniciais (roman) 
 - Les initiales; trad. par Maryvonne Lapouge-Pettorelli. - Paris : Payot et Rivages, 2002, 156 p.
- 2000 Medo de Sade (roman)
- 2002 Nove Noites (roman) 
 - Neuf nuits; trad. par Geneviève Leibrich. - Paris : Métailié, 2005, 186 p.
- 2003 Mongólia (roman) 
 - Mongolia; trad. par Geneviève Leibrich. Paris : Métailié, 2004, 192 p.
- 2007 O Sol se Põe em São Paulo (roman)
 - Le soleil se couche à São Paulo; traduit par Geneviève Leibrich. - Paris : Métailié, 2008
- 2009 O Filho da Mãe (roman)
 - Ta mère; trad. par Geneviève Leibrich. - Paris : Métailié, 2010, 208 p.
- 2013 Reprodução (roman)
 - Reproduction; trad. par Geneviève Leibrich. - Paris : Métailié, 2015, 180 p.
- 2014 Dizer o que você não pensa em línguas que você não fala (théâtre)
 - Dire ce qu'on ne pense pas dans des langues qu'on ne parle pas; trad. par Geneviève Leibrich. - Besançon : Les Solitaires intempestifs, 2014, 87 p[1].
- 2016 Simpatia pelo demônio (roman)
 - Sympathie pour le démon; trad. par Danielle Schramm. - Paris : Métailié, 2018, 220 p.
- 2021 O último gozo do mundo (roman court)
 - La dernière joie du monde; trad. par Danielle Schramm. - Paris : Métailié,  2024, 128 p.
- 2023 Os Substitutos (roman)
 - Les remplaçants; trad. Elisabeth Monteiro Rodrigues. - paris : Métailié, 2025, 208 p.

## Prix littéraires
- 2003
  - Prix APCA de l'Associação Paulista dos Críticos de Art, Mongólia
  - Prix Portugal Telecom de Literatura, Nova noites
- 2004 : Prix Jabuti du roman, Mongólia